# Трайко Веляноски
Трайко Веляноски (на македонска литературна норма: Трајко Вељаноски) е юрист, политик и дългогодишен член на ВМРО-ДПМНЕ. На 21 юни 2008 г. e избран за председател на Събранието на Република Македония. 

## Биография
Роден е в 1962 година в Скопие, тогава в Югославия. През 1987 г. се дипломира в Юридическия факултет на Скопския университет „Свети Свети Кирил и Методий“. В 1993 година става член на ВМРО-ДПМНЕ. От 1999 до 2001 година е подсекретар в министерство на правосъдието, а от 2001 до 2002 година е заместник-министър в министерство на правосъдието. От 2003 до 2006 г. работи като адвокат. От 2006 до 2008 г. е депутат от ВМРО-ДПМНЕ. От 21 юни 2008 г. е Председател на събранието на Република Македония.
Веляноски е женен и има син и дъщеря.